# Kairoer Erklärung

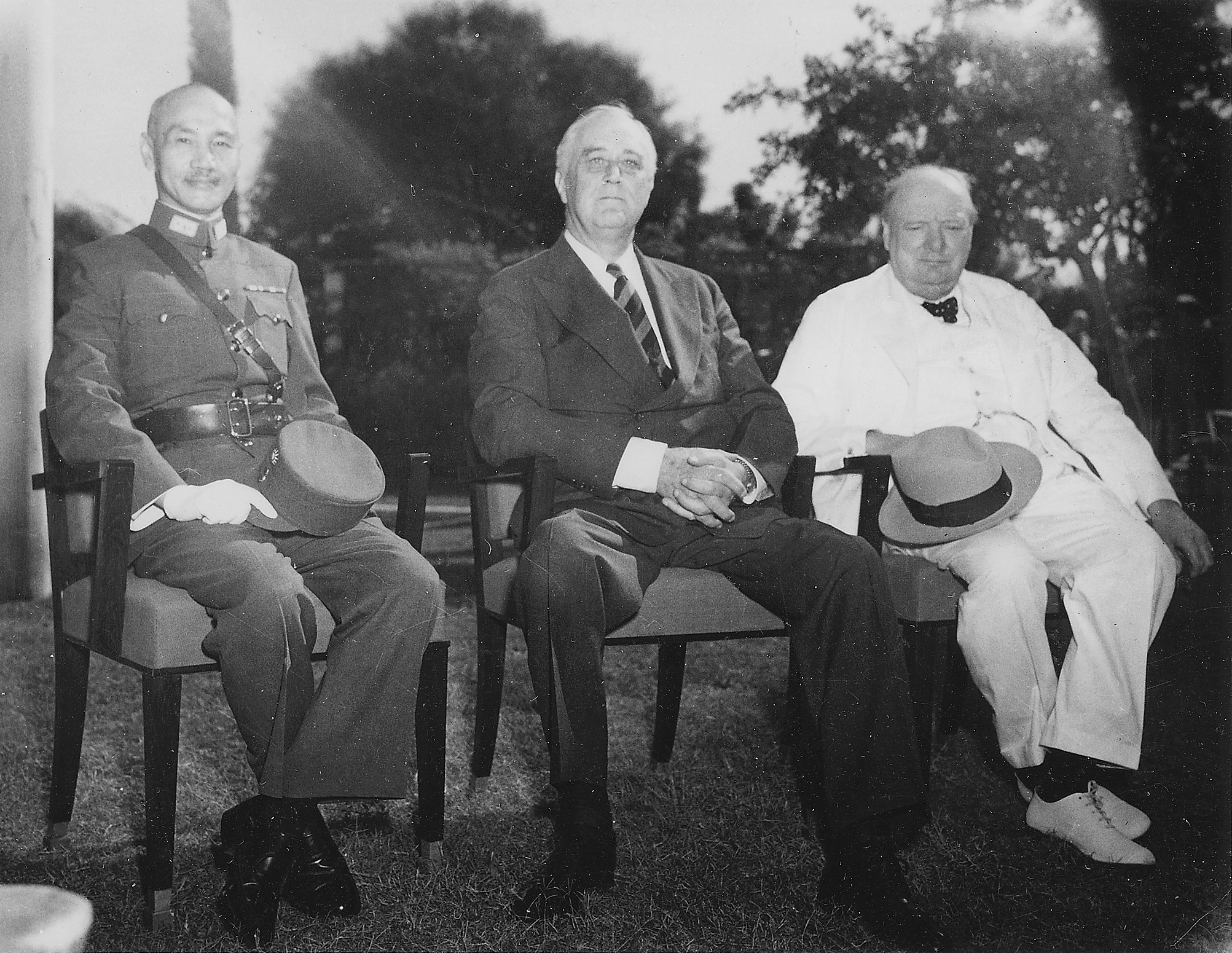
Chiang Kai-shek, Franklin Delano Roosevelt und Winston Churchill in Kairo, 25. November 1943.

Die Kairoer Erklärung vom 27. November 1943 (veröffentlicht am 1. Dezember 1943) war ein offizielles amerikanisch-britisch-chinesisches Kommuniqué während des Zweiten Weltkriegs. Die Verlautbarung zu den alliierten Kriegszielen gegenüber Japan, auf die sich Präsident Franklin D. Roosevelt, Premierminister Winston Churchill und Generalissimus Chiang Kai-shek an der Konferenz von Kairo (22.–26. November 1943) geeinigt hatten, enthielt folgende Hauptpunkte:
- Die Alliierten setzen ihre militärischen Operationen bis zur bedingungslosen Kapitulation Japans fort.
- Die Alliierten führen keinen Expansionskrieg.
- Japan müssen alle seit dem Beginn des Ersten Weltkriegs besetzten oder eroberten pazifischen Inseln entzogen werden.
- Alle von Japan geraubten chinesischen Gebiete wie die Mandschurei, Taiwan oder die Pescadores müssen wieder an die Republik China zurückfallen.
- Korea soll frei und unabhängig werden.

Die Kairoer Erklärung wirkte direkt beziehungsweise indirekt in zwei weiteren grundlegenden Dokumenten aus der Endphase des Zweiten Weltkriegs fort: Punkt 8 der Potsdamer Erklärung zu den Bedingungen für eine japanische Kapitulation vom 26. Juli 1945 verlangte die Ausführung der Kairoer Erklärung, und die Japanische Kapitulationsurkunde vom 2. September 1945 bezog sich wiederum auf die Potsdamer Erklärung.
Die Kairoer Erklärung und die darin geforderte Zugehörigkeit Taiwans zu China sind zu einem Streitpunkt zwischen der taiwanischen Unabhängigkeitsbewegung und der Volksrepublik China geworden (Taiwan-Konflikt). Während diese sie als völkerrechtlich verbindlichen Akt wertet, der bis zum Kriegsende seine Gültigkeit bewahrt habe, sieht jene sie nur als reine Pressemitteilung zu militärpolitischen Absichten ohne jede Rechtskraft an, da ihr kein von den alliierten Regierungschefs (Roosevelt, Churchill, Chiang) unterschriebenes Dokument zugrunde liege.
Im Streit um die umstrittenen Diaoyu(tai)/Senkaku-Inseln bezieht sich China auf die Kairoer Erklärung und die Potsdamer Erklärung und somit auch auf die Japanische Kapitulationsurkunde, dass alle von Japan geraubten chinesischen Gebiete an die Republik China zurückfallen, zu denen für China auch die am 14. Januar 1895, kurz vor der Niederlage Chinas im Ersten Japanisch-Chinesischen Krieg, in Japan einverleibten Diaoyu-Inseln zählen, was von Japan bestritten wird.